# У Аньбан, Пётр
Пётр У Аньбан (кит.  武安邦伯鐸, 1860, Тайюань, Китай — 9 июля 1900, Тайюань, Китай) — святой Римско-Католической Церкви, член третьего францисканского ордена, мученик.

## Биография
Пётр У Аньбан родился в 1860 году в католической семье. Служил в католическом соборе Тайюаня катехизатором. 28 июня 1900 года во время Ихэтуаньского восстания епископ послал его в деревню Чангоу. По дороге Петра У Аньбана арестовали повстанцы и отобрали у него деньги. Боксёры также заставляли Петра У Аньбана отказаться от христианской веры, подвергая его избиению. Через некоторое время они смягчили свой гнев, потребовав от Петра У Аньбана дать обещание не служить иностранцам. Пётр У Аньбан дал обещание и был ими освобождён.
Пётр У Аньбан был арестован по приказу губернатора провинции Шаньси Юй Сяня вместе с двумя епископами Франциском Фоголлой и Элиасом Факкини, семью монахинями, семью семинаристами и 10 мирянами и казнён 9 июля 1900 года. Всего в тот день было казнено 26 христиан.

## Прославление
Пётр У Аньбан был беатифицирован 24 ноября 1946 года Римским Папой Пием XII и канонизирован 1 октября 2000 года Римским Папой Иоанном Павлом II вместе с группой 120 китайских мучеников.
День памяти в Католической Церкви — 9 июля.

## Источник
- George G. Christian OP, Augustine Zhao Rong and Companions, Martyrs of China, 2005, стр. 36 (недоступная ссылка)  (англ.)